# Гуарані (Кампінас)
Гуарані (порт. Guarani Futebol Clube) — бразильський футбольний клуб з міста Кампінас, штат Сан-Паулу.
Гуарані також відомий як Bugre, популярний термін для корінних бразильців. Прихильники Гуарані відомі як bugrinos.
Клуб був заснований 1 квітня 1911 року, але через те, що це також «День Дурнів» офіційно дату заснування перенесли на 2 квітня.
Грандіозного досягнення команда добилася в 1978 році, коли «Гуарані» став чемпіоном Бразилії, перемігши у фіналі «Палмейрас». За клуб тоді виступали чудові майстри — Зенон, Ренато, Карека. Але досі «Гуарані» залишається єдиною командою Бразилії, що ставала чемпіоном країни, жодного разу не ставши чемпіоном свого штату.
У 2009 році клуб виступав у Серії B бразильського чемпіонату і, посівши 2-е місце, забезпечив собі повернення в Серію А. Проте в еліті команді закріпитися не вдалося і через рік, посівши 18-е місце, «Гуарані» повернувся в Серію B.
Клуб є власником стадіону Estádio Brinco de Ouro (Золота Сережка), також відомого як Estádio Brinco de Ouro da Princesa (Золота Сережка Принцеси). Був відкритий 31 травня 1953 року. Спочатку максимальна місткість була 15 000, але внаслідок кількох реконструкцій і добудов, зараз є 40 998.
Рекорд відвідуваності стадіону становить 52 002, встановлений 15 квітня 1982 року, коли Фламенго перемогли «Гуарані» 3-2.

## Досягнення
- Чемпіон Бразилії: 1

1978
- Віце-чемпіон: 2

1986, 1987
- Чемпіон Серії B: 1

1981

## Відомі гравці
- Елано Блумер
- Марсело Мігел